# Autoveicolo per trasporto specifico
L'autoveicolo per trasporto specifico è una particolare categoria di autoveicoli prevista dal codice della strada italiano per trasporto di merci la cui carrozzeria è adibita e funzionale prevalentemente per la movimentazione di limitate categorie di prodotti. L'appellativo di autoveicolo limita la definizione ad i soli veicoli dotati di motore e, nella fattispecie, agli autocarri, ma il codice della strada ammette l'esistenza anche di rimorchi e semirimorchi adibiti al trasporto specifico, nonché di motoveicoli.
(Codice della strada, Art.54)

## Approfondimenti
La caratteristica principale di un veicolo adibito a trasporto specifico è la sua carrozzeria che mal si adatta al trasporto di materiale differente da quello per cui è stata progettata. Per il resto, si tratta di comunissimi autocarri, autotreni ed autoarticolati. Ad esempio, tutte le autocisterne rientrano, a pieno titolo, in questa categoria di veicoli, così come le bisarche e stessa cosa può dirsi per i rispettivi rimorchi e/o semirimorchi.
Un trattore stradale non è generalmente definito quale veicolo adibito a trasporto specifico, nonostante sia specializzato al solo traino di veicoli senza motore.

## I mezzi d'opera
Anche i veicoli adibiti alla movimentazione di materiali edili sfusi, di risulta e derivanti dalla demolizione non vengono, generalmente riconosciuti come adibiti a trasporto specifico, seppure lo siano, perché è stata dedicata loro una categoria speciale: quella dei mezzi d'opera.
- autocisterna
- silos
- autocarro per trasporto di foraggio
- autocarro per trasporto di animali
- bisarca
- autocompattatore
- rimorchio per trasporto di materiale rotabile
- Rimorchio per trasporto di natanti
- autofunebre

## Galleria fotografica di autoveicoli adibiti a trasporto specifico
|  |  |  |
|  |  |  |